# Juan de Reolid
Juan de Reolid (Jaén, 1505 o 1506-1571 o finales del siglo XVI). Escultor español del siglo XVI que desarrollará una intensísima actividad en toda Andalucía.

## Biografía sucinta
Este artista es conocido inicialmente por los datos que aporta Ceán Bermúdez: “Escultor y vecino de Jaén á mediados del siglo XVI, en cuya Catedral trabajó muchas y buenas obras. El cabildo de la metropolitana de Sevilla le llamó el año de 1553 para tasar las esculturas que se estaban executando para los lados de su retablo mayor, por lo que fue remunerado con generosidad”.

## Obras
- Retablo de la Capilla del Camarero Vago, Iglesia de San Pablo, Úbeda (Jaén), c. 1545.
- Sillería de la Colegiata de Santa María de los Reales Alcázares, Úbeda (Jaén), 1550-1553.
- Sillería de la Sacra Capilla del Salvador, Úbeda (Jaén), c. 1556.
- Retablo de la Capilla del Deán Ortega, Iglesia de San Nicolás, Úbeda (Jaén), c. 1560.
- Retablo para la capilla del canónigo Luis López, Convento de San Andrés, Úbeda (Jaén), c. 1560.
- Esculturas de los lados del Retablo mayor de la catedral de Sevilla.
- Retablo de la iglesia de Porcuna, hoy desaparecido.
- Obras varias en la Catedral de Jaén.
- El Mausoleo de Dª Marina Fernández de Torres (Siglo XVI), en la parroquia de la Inmaculada Concepción de Lopera.[2]
- Trabajó en el Convento de Santo Domingo de La Guardia de Jaén
- Plano fundacional de Los Villares, año 1539.[3]